# 라이마 센
라이마 센(힌디어: राइमा सेन, 영어: Raima Sen, 1979년 11월 7일 ~ )는 인도의 배우, 모델이다.

## 출연 작품
- 띵킹 오브 힘 (2017)
- 바스투 샤압 (2015)
- 누카 두비 (2011)
- 저스트 어나더 러브 스토리 (2010)
- 아들의 연인 (2010)
- 일본인 아내 (2010)
- 뭄바이 커팅 (2008)
- 마노라마 식스핏 언더 (2007)
- 에클라비아 - 더 로열 가드 (2007)
- 더스 (2005)
- 파리니타 (2005)